# Wester-Koggenland
Wester-Koggenland (uitspraakⓘ) (Westfries: Wester-Koggeland) is een voormalige gemeente in de regio West-Friesland in de Nederlandse provincie Noord-Holland. De gemeente telde 14.259 inwoners (2006, bron: CBS) en had een oppervlakte van 62,59 km² (waarvan 2,60 km² water).
De gemeente was ontstaan op 1 januari 1979 door samenvoeging van de gemeenten Avenhorn, Berkhout, Oudendijk en Ursem. Op 1 januari 2007 is de gemeente op haar beurt samengevoegd met Obdam tot de nieuwe gemeente Koggenland. De gemeentenaam refereert aan de historische kogge uit de middeleeuwen. Zo'n kogge of cogge bestond meestal uit 4 of 5 dorpen of bannen en was een rechtsgebied.
De laatste burgemeester van de gemeente was Leoni Sipkes-van Zijl, zie ook Lijst van burgemeesters van Wester-Koggenland.

## Plaatsen binnen de voormalige gemeente
Dorpen:
- Avenhorn
- Berkhout
- Bobeldijk
- De Goorn (gemeentehuis)
- Grosthuizen
- Oostmijzen
- Oudendijk
- Rustenburg
- Scharwoude
- Spierdijk
- Ursem (dorpskern, polder O ligt in de gemeente Alkmaar)
- Wogmeer (gedeeltelijk)
- Zuid-Spierdijk
- Zuidermeer

Buurtschappen:
- Baarsdorpermeer
- De Hulk
- Kathoek
- Noord-Spierdijk
- Noorddijk
- Noordermeer
- Oosteinde